# Clinchamp
Clinchamp település Franciaországban, Haute-Marne megyében. Lakosainak száma 71 fő (2022. január 1.). Clinchamp Ecot-la-Combe, Ozières, Romain-sur-Meuse, Saint-Blin, Semilly, Chalvraines és Consigny községekkel határos.

## Népesség
A település népességének változása:
| Lakosok száma | 177  | 116  | 117  | 106  | 90   | 80   | 77   | 71   | 70   | 71   |
|               | 1968 | 1982 | 1990 | 2006 | 2013 | 2015 | 2017 | 2019 | 2020 | 2022 |